# Terremoto Tour
Il Terremoto Tour è stata una tournée della rock band italiana Litfiba, svoltasi in Italia e nel resto d'Europa nel corso del 1993. Così come il disco di riferimento, il tour è ricordato comunemente come quello più pesante a livello musicale nella carriera deila band.
Dopo uno showcase di presentazione dell'album tenuto al Rolling Stone di Milano il 13 gennaio, la band ai primi di febbraio si spostò in Costa Azzurra per mettere a punto lo show. Per una settimana provarono all'interno de La Palestre, una struttura presso Le Cannet, e l'11 febbraio tennero la prova generale gratuita aperta al pubblico. Dopo quattro giorni la prima parte del tour partì ufficialmente dal palasport di Trieste, toccando diciotto città italiane, con date raddoppiate a Milano, Torino e Firenze.
La data di Firenze del 25 febbraio fu registrata dalla Rai e trasmessa in diretta radio e successivamente in TV su Raiuno nello speciale "Notte Rock RAI".
Il tour invernale riscosse un grosso successo, facendo registrare incassi per ben 8 miliardi di lire con una media di settemila spettatori per concerto. Un risultato inedito per una rock band italiana.
Nel mese di aprile il tour proseguì in Europa, con date in Francia, Belgio, Lussemburgo e Svizzera, per chiudersi a Roma, al concerto del Primo Maggio, durante il quale Pelù si scagliò in diretta televisiva contro Papa Giovanni Paolo II, accusandolo di interessarsi troppo ad argomenti relativi al sesso. Facendo riferimento alle condanne della chiesa su l'uso del profilattico come mezzo contraccettivo ma, che era soprattutto un metodo valido per combattere le malattie sessualmente trasmissibili, come l'AIDS. Nella stessa serata si fece notare per un gesto provocatorio durante l'intervista con Vincenzo Mollica. Nel tentativo di lanciare un messaggio di prevenzione per la lotta all'AIDS infilò un preservativo sul microfono del giornalista, che in diretta non reagì ma in realtà si arrabbiò moltissimo con il cantante, interpretando il gesto come una provocazione nei suoi confronti. L'uscita del cantante fiorentino provocò una grossa reazione pubblica sui giornali e aumentò l'attenzione e le critiche nei confronti della band e sull'imminente trance estiva del tour che sarebbe partita a luglio.
Già a fine giugno però la band partì nuovamente per l'estero per esibirsi in alcuni festival, tra cui quello di Roskilde, in Danimarca. Considerato tra i più rinomati e longevi tra i festival rock in Europa, evento unico e storico per un gruppo rock italiano.
In un cartellone che comprendeva tra gli altri Jamiroquai, Anthrax e New Order; i Litfiba si esibirono nel tardo pomeriggio del 3 luglio sul Green Stage, appena prima degli svedesi Electric Boys e dei Porno for Pyros.
I concerti italiani ripartirono il 22 luglio da Monza per proseguire tutta l'estate fino al concerto conclusivo del 12 settembre alla Festa dell'Unità di Reggio Emilia.
La trance estiva può essere segnalata come l'unica vera occasione in cui la band è riuscita a fare il grande salto per esibirsi in stadi di media dimensione, come le date tenute allo Stadio Brianteo di Monza, all'Olimpico di Roma e al Comunale di Torino. L'apertura della scaletta venne cambiata rispetto a quella della prima parte del tour, con l'esibizione di Sotto il vulcano, che vedeva la band impegnata a suonare il brano celata dietro un tendone con proiezioni di giochi di luce e ombre, poi come già fatto in precedenza, con l'inizio del secondo brano, Resta, il tendone cadeva svelando i musicisti sul palco. Un'altra novità del live fu l'inedito Africa, che venne proposto per la prima volta dal vivo al pubblico come netto messaggio antirazzista. 
Il concerto del 5 settembre tenuto alla festa dell'Unità di Bologna, venne registrato e pubblicato l'anno successivo con il titolo Colpo di coda, in doppio CD/MC e triplo vinile. Un'edizione in cofanetto a tiratura limitata del disco comprendeva un booklet con 99 foto frutto di un reportage sulla tournée estiva ad opera di Alex Majoli. Colpo di Coda sarebbe dovuto uscire anche in versione video VHS, ma la registrazione rimase “ostaggio” di un contenzioso legale tra la CGD e i Litfiba, che nel frattempo avevano cambiato casa discografica passando alla EMI. Il live rimase inedito per più di vent'anni, fino al 2015, quando venne finalmente pubblicato in DVD nel cofanetto Tetralogia degli elementi.

## Lo spettacolo
Con l'esplosione a livello internazionale del fenomeno grunge, e soprattutto con una palese ispirazione al sound dei Metallica, i Litfiba imboccarono intenzionalmente una strada più vicina all'hard rock. Rispetto alla tournée di El Diablo, caratterizzata da un sound latin rock, per il Terremoto Tour misero a punto uno spettacolo che abbinava sonorità di grande potenza. Non a caso si decise di fare a meno di Candelo Cabezas alle percussioni e della chitarra ritmica di Poggipollini (che lasciò subito dopo l'uscita del disco), puntando a uno stile più essenziale ma di grande impatto. Per la prima volta la band poteva vantare uno sponsor ufficiale della tournée: Elephant Beer, una birra legata alla casa di produzione danese Carlsberg. Certamente questo aiuto economico permise di poter approntare una proposta scenografica e di produzione audio/luci di livello superiore al passato.
Tutti i brani dell'album vennero riproposti nel concerto, con l'aggiunta di alcuni brani tratti dal loro repertorio, che meglio si adattavano al sound e agli arrangiamenti in stile hard rock. Ad esempio vennero recuperati da 17 Re, brani come Resta, Gira nel mio cerchio e Cane, che già originariamente avevano un sound molto rock. Naturalmente vennero anche proposti molti brani dal precedente disco El Diablo e altri successi come Tex e Cangaceiro.
La tournée fu caratterizzata da una generale atmosfera di grande tensione, dovuta sia alle sonorità molto dure dello spettacolo, che attirò una nuova frangia di fans metallari, sia alle tematiche trattate nelle canzoni. Si era nel pieno dello scandalo di Tangentopoli, e l'indignazione pubblica per la corruzione della politica italiana e per le stragi di mafia, era molto viva e sentita anche tra il pubblico giovanile. Ogni sera Piero Pelù si lanciava in invettive di denuncia e accuse contro i protagonisti della scena politica italiana. Ad esempio, nella registrazione radio del concerto di Firenze, nell'intro di “Dimmi il nome” si sente Pelù urlare ironicamente: ”Hanno arrestato a Bettino!” (Craxi).

## Scaletta
1. Resta
2. Amigo
3. Soldi
4. Maudit
5. Firenze sogna
6. Bambino
7. Il mistero di Giulia
8. Proibito
9. Gira nel mio cerchio
10. Fata Morgana
11. Prima guardia
12. Resisti
13. Dinosauro
14. Dimmi il nome
15. Cane
16. El diablo
17. Gioconda
18. Il vento
19. Il volo
20. Sotto il vulcano
21. Ci sei solo tu
22. Tex'n Duet
23. Cangaceiro

Durante il tour estivo la scaletta fu leggermente modificata, con Sotto il vulcano come brano di apertura, l'inserimenti di Siamo umani e Woda-Woda tratti da El Diablo e il debutto dal vivo dell'inedito Africa.

## Band
1. Ghigo Renzulli: chitarra
2. Piero Pelù: voce
3. Antonio Aiazzi: tastiere
4. Roberto Terzani: basso
5. Franco Caforio: batteria

## Date
| N°                          | Data              | Città                  | Sede                                     | Note                                   |                  |
| Tranche italiana            | Tranche italiana  | Tranche italiana       | Tranche italiana                         | Tranche italiana                       | Tranche italiana |
| --------------------------- | ----------------- | ---------------------- | ---------------------------------------- | -------------------------------------- | ---------------- |
| 1                           | 13 gennaio 1993   | Milano                 | Rolling Stone                            | Showcase                               |                  |
| 2                           | 11 febbraio 1993  | Le Cannet              | La Palestre                              | Prove generali                         |                  |
| 3                           | 15 febbraio 1993  | Trieste                | PalaChiarbola                            |                                        |                  |
| 4                           | 16 febbraio 1993  | Verona                 | PalaOlimpia                              |                                        |                  |
| 5                           | 18 febbraio 1993  | Modena                 | PalaPanini                               |                                        |                  |
| 6                           | 20 febbraio 1993  | Assago                 | Forum                                    |                                        |                  |
| 7                           | 21 febbraio 1993  | Assago                 | Forum                                    |                                        |                  |
| 8                           | 22 febbraio 1993  | Torino                 | PalaRuffini                              |                                        |                  |
| 9                           | 23 febbraio 1993  | Torino                 | PalaRuffini                              |                                        |                  |
| 10                          | 25 febbraio 1993  | Firenze                | Palasport                                |                                        |                  |
| 11                          | 26 febbraio 1993  | Roma                   | Palaeur                                  |                                        |                  |
| 12                          | 27 febbraio 1993  | Chieti                 | PalaTricalle                             |                                        |                  |
| 13                          | 28 febbraio 1993  | Bari                   | Teatro Tenda @ Antistadio della Vittoria |                                        |                  |
| 14                          | 2 marzo 1993      | Napoli                 | Palapartenope                            |                                        |                  |
| 15                          | 4 marzo 1993      | Priolo Gargallo        | PalaEnichem                              |                                        |                  |
| 16                          | 6 marzo 1993      | Marsala                | Palasport                                |                                        |                  |
| 17                          | 9 marzo 1993      | Villorba               | PalaVerde                                |                                        |                  |
| 18                          | 10 marzo 1993     | Forlì                  | PalaFiera                                |                                        |                  |
| 19                          | 11 marzo 1993     | Parma                  | PalaRaschi                               |                                        |                  |
| 20                          | 12 marzo 1993     | Genova                 | PalaFiera                                |                                        |                  |
| 21                          | 13 marzo 1993     | Brescia                | Palasport San Filippo                    |                                        |                  |
| 22                          | 15 marzo 1993     | Perugia                | Palasport                                |                                        |                  |
| 23                          | 16 marzo 1993     | Firenze                | Palasport                                |                                        |                  |
| Tranche primaverile europea |                   |                        |                                          |                                        |                  |
| 24                          | 1 aprile 1993     | Tolosa                 | Salle FMC                                |                                        |                  |
| 25                          | 2 aprile 1993     | Montpellier            | Chapiteau Université Paul-Valéry         | Gala Planète Lettres                   |                  |
| 26                          | 3 aprile 1993     | Pau                    | El Palacio                               |                                        |                  |
| 27                          | 5 aprile 1993     | Talence                | Espace Médoquine                         |                                        |                  |
| 28                          | 6 aprile 1993     | Rennes                 | L'Espace                                 |                                        |                  |
| 29                          | 9 aprile 1993     | Parigi                 | Bataclan                                 |                                        |                  |
| 30                          | 10 aprile 1993    | Nancy                  | Terminal Export                          |                                        |                  |
| 31                          | 11 aprile 1993    | Oosterzele             | Meerstraat                               | Windo Rock Festival                    |                  |
| 32                          | 13 aprile 1993    | Le Petit-Quevilly      | Exo 7                                    |                                        |                  |
| 33                          | 15 aprile 1993    | Lione                  | Le Glob                                  |                                        |                  |
| 34                          | 16 aprile 1993    | Digione                | Le Forum                                 |                                        |                  |
| 35                          | 17 aprile 1993    | Marsiglia              | Théatre du Moulin                        |                                        |                  |
| 36                          | 19 aprile 1993    | Nizza                  | Théatre de Verdure                       |                                        |                  |
| 37                          | 22 aprile 1993    | Schaerbeek             | Les Halles de Schaerbeek                 |                                        |                  |
| 38                          | 23 aprile 1993    | Esch-sur-Alzette       |                                          |                                        |                  |
| 39                          | 25 aprile 1993    | Liegi                  | Hall Omnisport de Grivegnée              |                                        |                  |
| 40                          | 27 aprile 1993    | Losanna                | Salle de Grand-Vennes                    |                                        |                  |
| 41                          | 28 aprile 1993    | Zurigo                 |                                          |                                        |                  |
| 42                          | 29 aprile 1993    | Lugano                 | Centro Esposizioni                       |                                        |                  |
| 43                          | 1 maggio 1993     | Roma                   | Piazza San Giovanni                      | Concerto del Primo Maggio              |                  |
| Festival europei            |                   |                        |                                          |                                        |                  |
| 44                          | 26 giugno 1993    | Limburgo               | Centre Culturel de Dolhain               | Limbourg Rock Festival                 |                  |
| 45                          | 27 giugno 1993    | Dour                   | Dour Sports                              | The 5th Dour Festival                  |                  |
| 46                          | 30 giugno 1993    | Vernier                | Chapiteau Balexert                       | 10ème Anniversaire de Vernier-sur-Rock |                  |
| 47                          | 3 luglio 1993     | Roskilde               | Green Stage @ Dyrskueplads               | Roskilde Festival                      |                  |
| Tranche estiva italiana     |                   |                        |                                          |                                        |                  |
| 48                          | 22 luglio 1993    | Monza                  | Stadio Brianteo                          |                                        |                  |
| 49                          | 24 luglio 1993    | Brescia                | Stadio del Rugby                         |                                        |                  |
| 50                          | 26 luglio 1993    | Varese                 | Antistadio Franco Ossola                 |                                        |                  |
| 51                          | 28 luglio 1993    | Roma                   | Curva Sud Stadio Olimpico                |                                        |                  |
| 52                          | 30 luglio 1993    | Bassano del Grappa     | Stadio Velodromo Rino Mercante           |                                        |                  |
| 53                          | 31 luglio 1993    | Sarzana                | Bozi di Saudino                          | Festa del PDS                          |                  |
| 54                          | 2 agosto 1993     | Lido degli Scacchi     | Pala J&J                                 |                                        |                  |
| 55                          | 3 agosto 1993     | Majano                 | Campo di calcio Piazza Italia            | Festival di Majano                     |                  |
| 56                          | 5 agosto 1993     | Pescara                | Stadio Adriatico                         |                                        |                  |
| 57                          | 6 agosto 1993     | Vasto                  | Stadio Aragona                           |                                        |                  |
| 58                          | 7 agosto 1993     | Ostuni                 | Campo sportivo                           |                                        |                  |
| 59                          | 10 agosto 1993    | Cariati                | Campo sportivo                           |                                        |                  |
| 60                          | 11 agosto 1993    | Tortora                | Campo sportivo comunale Umberto Nappi    |                                        |                  |
| 61                          | 13 agosto 1993    | Rimini                 | Stadio Romeo Neri                        |                                        |                  |
| 62                          | 16 agosto 1993    | Follonica              | Campo sportivo                           |                                        |                  |
| 63                          | 17 agosto 1993    | Ladispoli              | Campo sportivo Martini Marescotti        |                                        |                  |
| 64                          | 19 agosto 1993    | Olbia                  | Stadio Bruno Nespoli                     |                                        |                  |
| 65                          | 21 agosto 1993    | Villacidro             | Campo sportivo                           |                                        |                  |
| 66                          | 24 agosto 1993    | Caltanissetta          | Stadio Palmintelli                       |                                        |                  |
| 67                          | 25 agosto 1993    | Marsala                | Stadio Municipale                        |                                        |                  |
| 68                          | 2 settembre 1993  | Bergamo                | Lazzaretto                               |                                        |                  |
| 69                          | 4 settembre 1993  | Castagnole delle Lanze | Piazza Carlo Giovannone                  |                                        |                  |
| 70                          | 5 settembre 1993  | Bologna                | Arena Made in Bo @ Parco Nord            | Festa dell'Unità                       |                  |
| 71                          | 6 settembre 1993  | Firenze                | Palasport                                |                                        |                  |
| 72                          | 9 settembre 1993  | Torino                 | Curva Maratona Stadio Comunale           |                                        |                  |
| 73                          | 10 settembre 1993 | Trento                 | Stadio Briamasco                         |                                        |                  |
| 74                          | 12 settembre 1993 | Reggio Emilia          | Area non operativa Aeroporto F. Bonazzi  | Festa dell'Unità                       |                  |

### Filmografia
- Terremoto Tour (2015), regia di Adam Dubin e Piero Pelù